# Bạc má trán trắng
Bạc má trán trắng (tên khoa học Sittiparus semilarvatus) là một loài chim trong họ Paridae.
Nó là loài đặc hữu của Philippines.
Môi trường sống tự nhiên của nó là rừng đất thấp nhiệt đới hoặc cận nhiệt đới.